# هولودومور
هولودومور (بالأوكرانية:Голодомор، وتعني «وباء الجوع»، وأحياناً تترجم إلى «القتل بالتجويع») هي المجاعة التي حاقت بأوكرانيا السوفيتية في الموسم الزراعي 1932 - 1933. في ذات الفترة كانت المجاعات تعصف ببقاع أخرى أيضاً من الاتحاد السوفييتي. تعتبر مجاعة هولودومور أحد أسوأ الكوارث في التاريخ الأوكراني، وأحد أسوأ معالم فترة حكم ستالين، حيث تشير التقديرات إلى أن ما بين 2.2 و 3.5 مليون قد ماتوا في هذه المجاعة، كما أن البعض يطرح أرقاماً أعلى من ذلك بكثير.
أوكرانيا كانت تعتبر سلة خبز أوروبا قبل المجاعة.أسباب المجاعة هي موضع جدل علمي وسياسي كبيرين، فبعض المؤرخين يعتبرون المجاعة مدبرة من قبل السلطات السوفييتية لاستهداف النزعة الوطنية الأوكرانية، آخرون يرون أنها نتيجة غير مقصودة للمشكلات الاقتصادية التي سببتها التغييرات الاقتصادية في حقبة تحويل السوفييت إلى الاقتصاد الصناعي. كما أن هناك من يعزو المجاعة بالأساس إلى أسباب طبيعية.
وقد أقر البرلمان  والحكومة الأوكرانيان وعدد من الدول الأخرى اعتبار الأحداث التي أدت إلى المجاعة بمثابة أفعال إبادة جماعية، رغم عدم وجود إجماع دولي حول ذلك.

## نبذة تاريخية

### النطاق والمدة
أثرت المجاعة على جمهورية أوكرانيا الاشتراكية السوفييتية وأيضًا على جمهورية مولدوفا الاشتراكية السوفييتية المستقلة (جزء من جمهورية أوكرانيا الاشتراكية السوفييتية في ذلك الوقت) في ربيع عام 1932 وبين فبراير ويوليو عام 1933، وسُجلت غالبية الضحايا في ربيع عام 1933. الآثار جلية في إحصائيات عدد السكان: بين عامي 1926 و1939، ازداد عدد السكان الأوكرانيين بنسبة 6.6% فقط، في حين كان النمو في روسيا وبيلاروس بنسبة 16.9% و11.7%، على التوالي.
كانت السلطات السوفييتية قادرة على توفير 4.3 مليون طن فقط  من موسم حصاد عام 1932، مقارنة بـ7.2 مليون طن مجني من موسم حصاد عام 1931. خُفضت المؤن في البلدات، فتضوّر الناس جوعًا في العديد من المناطق الحضرية في شتاء 1932-33 وربيع عام 1933. زُود العديد من عمال المدن بنظام توزيع الحصص الغذائية (لذلك استطاعوا مساعدة أقربائهم المتضورين جوعًا في الريف من حين إلى آخر)، لكن قُلصت المؤن تدريجيًا؛ بحلول ربيع عام 1933، تعرض المقيمون في المدن للمجاعة أيضًا. في نفس الفترة، عُرضت أفلام محرضة على العاملين تصور الفلاحين على أنهم معارضو الثورة الذين خبّؤوا الحبوب والبطاطا في الوقت الذي كان فيه العاملون، الذين يبنون «مستقبلًا مشرقًا» للمجتمع، يتضورون جوعًا.
ظهرت أول تقارير تتحدث عن سوء التغذية والوفيات الجماعية بسبب المجاعة من منطقتين حضريتين في مدينة أومان، وذلك في يناير عام 1933 في أوبلاست فينيتسيا وكييف. توجد تقارير في منتصف يناير عام 1933 تتحدث عن «الصعوبات» الجماعية في التغذية في المناطق الحضرية،  حيث كان هناك نقص في نظام توزيع الحصص الغذائية، وعن الوفيات بسبب المجاعة بين الأشخاص الذين لم يُسمح لهم بالحصول على المؤن، تبعًا لقرار اللجنة المركزية الأوكرانية في ديسمبر عام 1932. في بداية فبراير عام 1933، وتبعًا لتقارير من السلطات المحلية والإدارة السياسية للدولة الأوكرانية، كانت أكثر المناطق تأثرًا أوبلاست دنيبروبتروفسك، التي عانت أيضًا وباءَي الحمى النمشية والملاريا. كانت أوبلاست أوديسا وكييف في المرتبة الثانية والثالثة، على التوالي. بحلول منتصف مارس، ظهرت معظم التقارير عن المجاعة من أوبلاست كييف.
بحلول منتصف أبريل عام 1933، كانت أوبلاست خاركيف على رأس قائمة المدن الأكثر تأثرًا، بينما كانت أوبلاستات كييف، ودنيبروبتروفسك، وأوديسا، وفينيتسيا، ودونيتسك، ومولدوفا الاشتراكية السوفييتية المستقلة، بعدها في القائمة. خرجت تقارير عن الوفيات الجماعية بسبب المجاعة من الرايونات في أوبلاست كييف وخاركيف، يعود تاريخها إلى منتصف مايو وحتى بداية يونيو عام 1933. تضمنت قائمة «الأقل تأثرًا» أوبلاست تشيرنيهيف والأجزاء الشمالية لأوبلاست كييف وفينيتسيا. ورد في قرار اللجنة المركزية للحزب الشيوعي (البلشفية) الأوكراني بتاريخ 8 فبراير عام 1933 أنه لا يجب بقاء حالات مجاعة غير معالجة. كان يجب على السلطات المحلية تقديم تقارير عن أعداد الذين يعانون المجاعة، وأسبابها، وعدد الوفيات الناتجة عنها، والمساعدات الغذائية المزودة من مصادر محلية، والمساعدات الغذائية المطلوبة المزودة مركزيًا. أشرفت الإدارة السياسية للدولة (جي بّي يو) على التقارير المشابهة والمساعدات الغذائية في جمهورية أوكرانيا الاشتراكية السوفييتية. (تتوافر تقارير محلية عديدة ومعظم التقارير الموجزة الأساسية وهي موجودة في سجل المحفوظات الأوكرانية المحلية والمركزية في الوقت الحاضر). تحدثت صحيفة ذي أوكرانيان ويكلي، التي كانت تتابع الوضع في عام 1933، عن صعوبات التواصل والوضع المروع في أوكرانيا.

وُثّقت أدلة عن انتشار أكل المَثيل خلال الهولودومور:
كان البقاء على قيد الحياة صراعًا أخلاقيًا وجسديًا أيضًا. كتبت طبيبة إلى صديق في يونيو عام 1933 أنها لم تصبح بعد من آكلي المَثيل، ولكن «لم أكن واثقة أني لن أكون واحدة منهم حين وصول الرسالة». مات الأشخاص الجيدون أولًا. مات أولئك الذين رفضوا السرقة أو المتاجرة بشرفهم. مات أولئك الذين أعطوا الطعام لغيرهم. مات أولئك الرافضون أكل الجثث. مات أولئك الرافضون قتل زميلهم. مات الآباء المقاومون أكل المثيل قبل أطفالهم.
طبع النظام السوفييتي ملصقات تقول إن «أكلكم أطفالَكم هو فعل بربري». أُدين أكثر من 2,500 شخص بتهمة أكل المثيل خلال الهولودومور.

## وصلات خارجية
- فيلم فيديو حول هولودومور من اليوتيوب على يوتيوب
- أوكرانيا تبحث عن اعتراف بإبادة جماعية على أراضيها

1. 1 2 3  مذكور في: ملف استنادي متكامل. مُعرِّف الملف الاستنادي المُتكامِل (GND): 1151824690. الوصول: 12 ديسمبر 2022. لغة العمل أو لغة الاسم: الألمانية. المُؤَلِّف: مكتبة ألمانيا الوطنية.
2. ↑  وصلة مرجع: http://www.holodomoreducation.org/news.php/news/4, .
3. ↑  وصلة مرجع: http://www.holodomoreducation.org/news.php/news/4, .
4. ↑  Andrew Bell. "الموسوعة البريطانية" (بالإنجليزية البريطانية). الموسوعة البريطانية، المحدودة.
5. ↑  "korrespondent.net" (بالروسية). Retrieved 2022-12-12.
6. ↑  "Demography of a Man-Made Human Catastrophe: the Case of Massive Famine in Ukraine 1932–1933". Canadian Studies in Population ع. 1–2. 2 أبريل 2015. DOI:10.25336/P6FC7G.
7. ↑  "دي تسايت" (بالألمانية). Zeitverlag. Retrieved 2022-12-12.
8. ↑  مرحباً بك في موقعنا الجديد "هنا صوتك" من إذاعة هولندا العالمية | Huna Sotak نسخة محفوظة 16 أغسطس 2008 على موقع واي باك مشين.